# Neoarius taylori
Neoarius taylori (лат.) — вид лучепёрых рыб из семейства ариевых. Распространён в Индонезии и Папуа-Новой Гвинее, встречается в бассейне реки Флай. Длина рыбы до 40 см. Впервые был описан Остином Робертсом в 1978 году. Красная книга МСОП характеризует этот вид как находящийся на грани исчезновения (охранный статус CR).